# Seznam poljskih politikov
Seznam poljskih politikov.

## A
Edward Abramowski - Paweł Adamowicz - Zbigniew Adamczyk - Paweł Adamowicz - Stanisław Adamski - Jerzy Albrecht - Władysław Anders - Tomasz Arciszewski - Andrzej Arendarski - Aleksander Arendt - Szymon Askenazy - Andrzej Aumiller -

## B
Babiński - Edward Babiuch - Krzysztof Bachmiński - Kazimierz Badeni - Lech Bądkowski - Władyslaw Baka - Artur Balazs - Witold Bałażak - Leszek Balcerowicz - Zygmunt Balicki - Kazimierz Banach - Zdzisław Banat - Witold Bańka - Wincenty Baranowski - Kazimierz Barcikowski - Wacław Barcikowski - Norbert Barlicki - Kazimierz Bartel - Roman Bartoszcze - Małgorzata Bartyzel - Władysław Bartoszewski - Józef Baryła - Józef Beck - Stanisław Bejger - Marek Belka - Ryszard Bender - Bolesław Berger - Zygmunt Berling - Jakub Berman - Robert Biedroń - Magdalena Biejat - Jan Krzysztof Bielecki - Tadeusz Bielecki - Elżbieta Bieńkowska - Marek Biernacki - Bolesław Bierut - Barbara Blida - Leon Biliński - Józef Biniszkiewicz - Mariusz Błaszczak - Wacław Bliziński - Czesław Bobrowski - Michał Bobrzyński - Adam Bodnar - Jakub Bojko - Michał Boni - Tadeusz Bór-Komorowski - Jerzy Bordziłowski - Jerzy Borowczak - Marek Borowski - Wiktor Borowski - Bogdan Borusewicz - Józef Borzyszkowski - Grzegorz Braun - Bohdan Broniewski - Joachim Brudziński - Zbigniew Brzeziński - Borys Budka - Zbigniew Bujak - Joachim Stanisław Budziński - Janusz Burakiewicz - Jerzy Buzek -

## C
Krystyna Cała - Stanisław Car - Józef Chaciński - August Chełkowski - Hilary Chełchowski - Beata Chmieł - Andrzej Chronowski - Bernard Chrzanowski - Wiesław Chrzanowski - Florian Ceynowa - Jacek Cichocki - Kazimierz Cichowski - Jan Ciechanowski - Włodzimierz Cimoszewicz - Adam Ciołkosz - Stanisław Ciosek - Zygmunt Cybichowski - Kazimierz Cypryniak - Józef Cyrankiewicz

## Č
Jacek Czaputowicz - Przemysław Czarnek - Włodzimierz Czarzasty - Adam Jerzy Czartoryski - Władysław Czartoryski - Tadeusz Czechowicz - Jerzy Czeszejko-Sochacki - Seweryn Franciszek Czetwertyński-Światopełk - Józef Czyrek -

## D
Konstanty Dąbrowski - Włodzimierz Dąbrowski - Jan Dąbski - Jan Dąb-Kocioł - Stanisław Darski - Ignacy Daszyński - Jan Dembowski - Herman Diamand - Tadeusz Dietrich - Roman Stanisław Dmowski - Adam Doboszyński - Jan Dobraczyński - Barbara Dolniak - Andrzej Domański - Jacek Dominik -  Mikołaj Dowgielewicz - Ludwik Dorn - Wit Drapich - Bolesław Drobner - Tytus Działyński - Mirosław Dzielski - Stanisław Dubois - Andrzej Duda - Joanna Duda-Gwiazda - Rafał Dutkiewicz - Władysław Dworakowski - Zygmunt Dworakowski - Michał Dworczyk - Mirosław Dzielski - Agnieszka Dziemianowicz-Bąk - Stanisław Dzierzbicki

## E
Marek Edelman - Stanisław Estreicher - Zbigniew Eysmont -

## F
Bolesław Faron - Piotr Feliks - Wojciech Filemonowicz - Tytus Filipowicz - Władysław Findeisen - Tadeusz Fiszbach - Łukasz Foltyn - Małgorzata Fornalska - Józef Fortuna - Anna Fotyga - Maciej Frankiewicz - Jan Frankowski - Władysław Frasyniuk - Ryszard Frelek - Małgorzata Fuszara

## G
Gerard Gabryś - Elżbieta Łucja Gacek - Dyzma Gałaj - Tadeusz Gede - Bronisław Geremek - Franciszek Gesing - Edward Gierek - Jędrzej Giertych - Maciej Giertych - Roman Giertych - Gustaw Gizewiusz - Piotr Gliński - Stanisław Głąbiński - Adam Glapiński - Robert Głębocki - Piotr Gliński - Hipolit Gliwic - Jan Główczyk - Franciszek Ksawery Godebski - Ferdynand Goetel - Andrzej Maria Gołaś - Agenor Maria Gołuchowski - Ryszard Gomułka-Strzelecki - Władysław Gomułka - Krzysztof Góralczyk - Bogusław Gorski - Janusz Górski - Henryk Goryszewski - Manfred Gorywoda - Jarosław Gowin - Cezary Grabarczyk - Witold Grabowski - Zbigniew Grabowski - Stanisław Grabski - Tadeusz Grabski - Władysław Grabski - Witold Grabowski -  Michał Grażyński - Michał Grendys - Marek Gróbarczyk - Julian Grobelny - Anna Grodzka - Tomasz Grodzki - Hanna Gronkiewicz-Waltz - Janusz Groszkowski - Łukasz Grzędzicki - Alicja Grześkowiak - Zdzisław Grudzień - Rafał Grupiński - Józef Gruszka - Wojciech Gruszecki - Alicja Grześkowiak - Krzysztof Grzymułtowski - Stanisław Gucwa - Piotr Guział - Andrzej Gwiazda -

## H
Andrzej Halicki - Aleksander Hall - Józef Haller de Hallenburg - Stanisław Haller de Hallenburg - Hugon Hanke - Jerzy Hausner - Szymon Hołownia - Julian Horodecki - Ignacy Hryniewiecki - Jerzy Hryniewski - Danuta Hübner -

## I
Stefan Ignar - Piotr Ikonowicz - Stefan Izdebski

## J
Artur Jabłoński - Henryk Jabłoński - Maksymilian Jackowski - Mieczysław Jagielski - Patryk Jaki - Marek Jakubiak - Mieczyslaw Jakubowski - Stanisław Janicki - Krzysztof Janik - Michał Janiszewski - Jan Stanisław Jankowski - Gabriel Janowski - Jan Janowski - Mieczysław Janowski - Witold Jarosiński - Piotr Jaroszewicz - Izabela Jaruga-Nowacka - Wojciech Jaruzelski - Jerzy Jaskiernia - Władysław Jaszczołt - Rajmund Jaworowski - Władysław Leopold Jaworski - Stefan Jędrychowski - Janusz Jędrzejewicz - Franciszek Jóźwiak - Jerzy Jóźwiak - Marek Jurek

## K
Wiesław Kaczmarek - Ryszard Kaczorowski - Jarosław Kaczyński - Lech Kaczyński - Zygmunt Kaczyński - Franciszek Kaim - Aleksander Kakowski - Jarosław Kalinowski - Stanisław Kalkus - Aldona Kamela-Sowińska - Michał Kamiński - Stanisław Kania - Michał Karaszewicz-Tokarzewski - Stanisław Karczewski - Aloizy Karkoszka - Tadeusz Kasprzycki - Krzysztof Kawęcki - Beata Kempa (née Płonka) - Eugenia Kempara - Józef Kępa - Małgorzata Kidawa-Błońska (née Grabska) - Leon Kieres - Władysław Kiernik - Stefan Kisielewski - Czesław Kiszczak - Alfons Klafkowski - Mieczysław Klimaszewski - Jan Klimek - Zenon Kliszko - Jerzy Kmiecik - Karol Kniaziewicz - Michał Kobosko - Adam Koc - Stanisław Kociołek - Andrzej Kołodziej - Emil Kołodziej - Henryk Kołodziejski - Bronisław Komorowski - Feliks Kon - Wojciech Konieczny - Ewa Kopacz - Stanisław Kopański -  Aleksander Kopeć - Władysław Korczyc - Wojciech Korfanty - Adam Korol - Władysław Korsak - Witold Korytowski - Janusz Korwin-Mikke - Władysław Kosiniak-Kamysz - Jan Karol Kostrzewski - Józef Kościelski - Tadeusz Kościuszko - Stanisław Kot - Tadeusz Kotarbiński - Stanisław Kotek-Agroszewski - Paweł Kowal - Edward Kowalczyk - Stanisław Kowalczyk - Władysław Kowalski - Bartosz Kownacki - Mikołaj Kozakiewicz - Barbara Koziej-Żukowa - Agnieszka Kozłowska-Rajewicz - Jan Kozłowski - Krzysztof Kozłowski - Leon Kozłowski - Kazimierz Krasiński - Eugenia Krassowska-Jodłowska - Antoni Kraszewski - Zofia Kirkor-Kiedroniowa - Michał Kobosko - Jerzy Kropiwnicki -  Wladysław Kruczek-Zweig - Władysław Kruk - Krzysztof Kruszewski - Marian Krzaklewski - Józef Krzymiński - Henryka Krzywonos - Olga Krzyżanowska - Hieromin Kubiak - Leszek Kubicki - Jan Kucharzewski - Marek Kuchciński - Józef Kuczyński - Jan Kucharzewski - Marian Kukiel - Ryszard Kukliński - Stanisław Kulczyński - Kazimierz Kumaniecki - Zofia Kuratowska - Jacek Kuroń - Adam Kuryłowicz - Bernard Kus - Kazimierz Kutz - Jan Kwapiński - Michał Kwapiszewski - Aleksander Kwaśniewski - Mikołaj Kwaśniewski - Eugeniusz Kwiatkowski

## L
Jan Labecki - Barbara Labuda - Paweł Łączkowski - Kazimierz Ładoś - Stanisław Lamczyk - Alfred Lampe - Oskar Ryszard Lange - Józef Lassota - Jan Lechoń - Ryszard Legutko - Joachim Lelewel - Juliusz Leo - Andrzej Lepper - Izabela Leszczyna - Janusz Lewandowski - Szczepan Lewna - Karol Libelt - Bogusław Liberadzki - Marcin Libicki - Herman Lieberman - Bolesław Limanowski - Adam Lipiński - Jan Józef Lipski - Bogdan Lis - Jan Lityński - August von Lobkowitz - Ignacy Loga-Sowiński - Konstanty Łubieński - Katarzyna Lubnauer - Iwona Lubowska - Kazimierz Lubomirski - Zdzisław Lubomirski - Jan Lubrański - Zdzisław Ludkiewicz - Dominik Ludwiczak - Jerzy Łukaszewicz - Rosa Luxemburg - Krystyna Łybacka -

## M
Antoni Macierewicz - Aleksander Mackiewicz - Stanisław "Cat" Mackiewicz - Jacek Majchrowski - Jerzy Majewski - Wacław Makowski - Roman Malinowski - Stanisław Malinowski - Julian Marchlewski - Kazimierz Marcinkiewicz - Karol Marcinkowski - Krystyna Marszałek-Młyńczyk - Józef Masny - Józef Maślanka - Władysław Matwin - Tadeusz Mazowiecki - Franciszek Mazur - Beata Mazurek - Stefan Meller - Stanisław Mendelson - Sławomir Mentzen - Zbiginew Messner - Stanisław Mglej - Zbigniew Michalek - Mieczysław Michałowicz - Joanna Michałowska-Gumowska - Czesław Michałowski - Adam Michnik - Bogusław Miedziński - Marek Migalski - Kazimierz Mijal - Stanisław Mikołajczyk - Józef Mikosa - Józef Mikułowski-Pomorski - Maria Milczarek - Zygmunt Miłkowski (ps. Teodor Tomasz Jeż) - Leszek Miller - Romuald Miller - Hilary Minc - Alfred Miodowicz - Benon Miśkiewicz - Kazimierz Młodzianowski - Tadeusz Witold Młyńczak - Mieczysław Moczar - Karol Modzelewski - Zygmunt Modzelewski - Andrzej Frycz Modrzewski - Włodzimierz Mokrzyszczak - Jędrzej Moraczewski - Kornel Morawiecki - Mateusz Morawiecki - Gabriela Morawska-Stanecka - Jerzy Morawski - Kazimierz Morawski - Anna Moskwa - Zygmunt Moskwa - Ignacy Mościcki - Joanna Mucha - Zygmunt Muchniewski - Zygmunt Murański - Ludwik Mycielski -

## N
Zygmunt Najdowski - Tomasz Nałęcz - Grzegorz Napieralski - Gabriel Narutowicz - Jerzy Nawrocki - Karol Nawrocki - Roman Ney - Józef Niećko - Mieczysław Niedziałkowski - Adam Niezdzielski - Andrzej Niegolewski - Władysław Niegolewski - Stefan Niesiołowski - Wacław Niewiarowski - Tomasz Nocznicki - Barbara Nowacka - Jan Nowak-Jeziorański - Julian Nowak - Roman Nowak - Sławomir Nowak - Tadeusz Nowak - Zbigniew Nowak - Zenon Nowak - Juliusz Nowina-Sokolnicki

## O
Edward Ochab - Roman Odzierzyński - Lidia Geringer de Oedenberg - Michał Kleofas Ogiński - Jan Ołdakowski - Andrzej Olechowski - Wojciech Olejniczak - Józef Oleksy - Jan Olszewski - Kazimierz Olszewski - Stefan Olszowski - Janusz Onyszkiewicz - Stanisław Opałko - Marek Orzechowski - Marian Orzechowski - Stanisław Osiecki - Edward Osóbka-Morawski - Józef Maksymilian Ossoliński - Stefan Ossowski - Antoni Jan Ostrowski - Józef August Ostrowski - Stanisław Ostrowski - Józef Ozga-Michalski

## P
Ignacy Jan Paderewski - Antoni Pająk - Antoni Pajdak - Janusz Palikot - Janusz Pałubicki - Longin Pastusiak - Stanisław Patek - Waldemar Pawlak - Krzysztof Pawłowski - Stanisław Pestka - Ryszard Petru - Bolesław Piasecki - Janusz Piechociński - Krzysztof Piesiewicz - Jacek Piechota - Alina Pienkowska - Jerzy Pilarczyk - Witold Pilecki - Marian Piłka - Erazm Piltz - Józef Pinior - Leon Piniński - Józef Pińkowski - Paweł Piskorski - Julia Pitera - Maciej Płażyński - Bolesław Podedworny - Lesław Podkański - Bohdan Podoski - Daniel Podrzycki - Marek Pol - Jerzy Polaczek - Antoni Ponikowski - Mieczysław Popiel - Tadeusz Porębski - Alfred Wojciech Potocki - Andrzej Potocki - Franciszek Salezy Potocki - Roman Ignacy Potocki - Stanisław Kostka Potocki - Aleksander Prystor - Zygmunt Przetakiewicz - Kazimierz Pużak - Tadeusz Pyka - Wiktor Pyrkosz

## R
Paweł Rabiej - Władysław Raczkiewicz - Edward Raczyński (1786-1845) - Edward Bernard Raczyński (1891-1993) - Roger Adam Raczyński - Elżbieta Radziszewska - Stanisław Radkiewicz - Anna Radziwiłł - Ferdynand Radziwiłł - Janusz Franciszek Radziwiłł - Krzysztof Mikołaj Radziwiłł - Elżbieta Rafalska - Mieczysław Rakowski - Adam Rapacki - Maciej Rataj - Cyryl Ratajski - Zbigniew Włodzimierz Rau - Ryszard Reiff - Mikołaj Rej - Zbigniew Religa - Janusz Reykowski - Tadeusz Rejtan - Zbigniew Religa - Bogusław Rogalski - Mieczysław Róg-Świostek - Jan Rokita - Konstanty Rokossowski - Michał Rola-Żymierski - Jerzy Romanik - Adam Romer - Dariusz Rosati - Jacek Rostowski - Adam Daniel Rotfeld - Zbigniew Rudnicki - Tadeusz Rudolf - Jan Rulewski - Bolesław Rumiński - Roman Franciszek Rybarski - Marian Rybicki - Edward Rydz-Śmigły - Karol Rzepecki - Wincenty Rzymowski

## S
Kazimierz Sabbat - Władysław Hieronim Sanguszko - Paweł Samecki - Henryk Samsonowicz - Eustachy Stanisław Sanguszko - Jacek Sasin - Marek Sawicki - Grzegorz Schetyna - Joanna Scheuring-Wielgus - Joanna Schmidt - Joanna Senyszyn - Piotr Serafin - Michał Seweryński - Marian Seyda - Tomasz Siemoniak - Bartłomiej Sienkiewicz - Jarosław Sienkiewicz - Radosław Sikorski - Władysław Sikorski - Albin Siwak - Florian Siwicki -  Konstanty Skirmunt - Felicjan Sławoj Składkowski - Stanisław Skrzeszewski - Aleksander Skrzyński - Krzysztof Skubiszewski - Leopold Skulski - Walery Sławek - Adam Słomka - Przemysław Słowik - Zbigniew Sobotka - Michał Sokolnicki - Nahum Sokolow - Roman Sołtyk - Kazimierz Sosnkowski - Andrzej Spychalski - Marian Spychalski - Stanisław Sroka - Florian Stablewski - Stanczyk - Ryszard Stanibula - Włodzimierz Stanny - Sokrates Starynkiewicz - Stefan Starzyński - Jan Stecki - Jan Kanty Steczkowski - Piotr Stefański - Walenty Stefański - Janusz Steinhoff - Andrzej Stelmachowski - Jerzy Stępień - Zofia Stępień - Błażej Stolarski - Stanisław Stomma -  Henryk Strasburger - Andrzej Strug - Adam Struzik - Bolesław Strużek - Ryszard Strzelecki - Władysław Studnicki - Antoni Stychel - Hanna Suchocka - Zygmunt Surowiec - Marek Suski - Jacek Sutryk - Brunon Synak -

## Š
Henryk Szafrański - Zbigniew Szalajda - Edward Szczepanik - Tadeusz Szelachowski - Franciszek Szlachcic - Edward Szczepanik - Bernard Szczęsny - Jan Szczepański - Krzysztof Szczucki - Bogdan Szlachta - Adam Szłapka - Jerzy Szmajdziński -  Stanisław Szwalbe - Jan Szydlak - Beata Szydło - Jerzy Szymanek - Wacław Szymanowski - Julian Szymański - Konrad Szymański - Michał Szymańsky - Rafał Szymański - Wincenty Szymborski - Szymon Szynkowski Sęk - Maria Szyszkowska -

## Ś
Artur Śliwiński - Marian Śliwiński - Krzysztof Śmiszek - Janusz Śniadek - Zdzislaw Świątek - Henryk Świątkowski - Marcin Święcicki - Andrzej Świetlicki - Ryszard Świętochowski - Józef Świeżyński - Jakub Świnka - Kazimierz Świtalski

## T
Jan Tarło (1684-1750) - Stanisław Tarnowski (1837-1917) - Józef Tejchma - Władysław Tempka - Ryszard Terlecki - Stanisław August Thugutt - Róża Maria Thun und Hohenstein - Julian Tokarski - Stanisław Tołwiński - Zdzisław Tomal - Janusz Tomaszewski - Tadeusz Tomaszewski - Franciszek Trąbalski - Witold Trąmpczyński - Wojciech Trąmpczyński - Rafal Trzaskowski - Izabella Trojanowska - Rafał Trzaskowski - Tadeusz Tuczapski - Jerzy Turowicz - Donald Tusk - Stanisław Tymiński -

## U
Kazimierz Michał Ujazdowski - Juliusz Ulrych - Józef Unszlicht - Jerzy Urban - Alfred Urbański

## W
Anna Walentynowicz - Danuta Wałęsa - Jarosław Wałęsa - Lech Wałęsa - Halina Wasilewska-Trenkner - Leon Wasilewski - Wanda Wasilewska - Józef Wasowski/Wasserzug -Zbigniew Wassermann - Jerzy Waszczuk - Witold Waszczykowski - Piotr Wawrzyk - Zygmunt Wenda - Andrzej Werblan - Antoni Więckowski - Andrzej Wielowieyski - Bolesław Wieniawa-Długoszowski - Stefan Wierbłowski - Mieczysław Wilczek - Bohdan Winiarski - Genowefa Wiśniowska - Elżbieta Witek - Waldemar Witkowski - Wincenty Witoś - Edmund Wittbrodt - Janusz Wojciechowski - Stanisław Wojciechowski - Emil Wojtaszek - Marian Woźniak - Piotr Woźniak - Władysław Wróblewski - Stanisław Wroński - Zygmunt Wroński - Władysław Wróblewski - Tadeusz Wrzaszczyk - Henryk Wujec - Ludwika Wujec - Józef Wybicki - Czesław Wycech - Stanisław Wyganowski - Jan Wyrowiński - Krzysztof Wyszkowski

## Z
Józef Zajączek - August Zaleski - Filip Zaleski - Wacław Michał Zaleski - Wacław Michal Artur Zaleski - Anna Zalewska - Paweł Zalewski - Roman Zambrowski - Andrzej Artur Zamoyski - Jan Zamoyski (1912-2002) - Maurycy Zamoyski - Stanisław Kostka Zamoyski - Władysław Stanisław Zamoyski - Janusz Zarzycki - Aleksander Zawadzki - Sylwester Zawadzki - Jerzy Zawieyski - Aleksander Zawisza - Artur Zawisza - Barbara Zdrojewska - Bogdan Zdrojewski - Janusz Zemke - Urszula Zielińska - Adam Zieliński - Florian Ziemiałkowski - Jerzy Ziętek - Zbigniew Ziobro - Józef Zych - Szmul Zygielbojm - Marian Zyndram-Kościałkowski

## Ž
Andrzej Żabiński - Zdzisław Żandarowski - Michał Rola-Żymierski